# Zweite Schlacht am Silarus
Die Zweite Schlacht am Silarus oder Schlacht von Lukanien war eine Schlacht im Römischen Reich der Antike während der späten Römischen Republik. Sie fand zwischen Legionären nebst Verbündeten und aufständischen Sklaven um 71 v. Chr. statt. 
Die Schlacht beendete den Spartacus-Aufstand. Spartacus fiel in der Schlacht und 6000 kriegsgefangene
Sklaven wurden entlang der Via Appia bis Rom gekreuzigt.

## Vorgeschichte
Der Spartacus-Aufstand hatte in den vergangenen Jahren so viele Anhänger unter den wütenden Sklaven gefunden, dass das Heer, das nach Zeitzeugenberichten nun schon 200.000 bewaffnete Sklaven umfasste, eine ernsthafte Bedrohung für das Römische Reich wurde. Crassus rekrutierte 72 v. Chr. acht römische Legionen und verstärkte sie durch Truppen der Bundesgenossen. Hinzu kam ein Heer des Gnaeus Pompeius, der gerade aus Spanien zurückkehrte. Als Spartacus mit seinem Heer in Kampanien vor Pompeius flüchtete, kam ihm Crassus in den Weg. Um 71 v. Chr. trafen sich die beiden Heere am Silarus.

## Verlauf
Spartacus tötete, nachdem er die feindliche Armee sah, sein Pferd mit den Worten: „Wenn wir verlieren, brauche ich kein Pferd mehr. Wenn wir siegen, werde ich viele Pferde haben“. Die römischen Legionäre waren besser gedrillt und gut bewaffnet. Vermutlich wurde Spartacus bald nach Beginn der Schlacht getötet (seine Leiche wurde allerdings nicht gefunden). Nach dem Tod ihres Generals verließ viele der Mut und sie ergaben sich den Römern. Crassus ließ sie später kreuzigen. Der Rest des Sklavenheers floh und noch bevor Pompejus am Silarus ankam, war die Schlacht bereits geschlagen. Auf seinem Marsch fing er noch einige tausend Fliehende ein.

## Folgen
Die 6.000 kriegsgefangenen Sklaven, die in der Schlacht gemacht wurden, kreuzigten die Römer entlang der Via Appia. Das grausame Mahnmal erstreckte sich von Capua bis nach Rom. Damit war der dritte der Sklavenaufstände im Römischen Reich niedergeschlagen.